# خانواده وندربیلت
خانواده وندربیلت (به انگلیسی: Vanderbilt family) خانوادهٔ بسیار ثروت‌مند آمریکایی از تبار هلندی است که در اواخر سده ۱۹ میلادی، از طریق سرمایه‌گذاری در ساخت راه‌آهن در شرق ایالات متحده آمریکا به ثروت افسانه‌ای دست یافت. کرنلیوس وندربیلت، بزرگ خاندان وندربیلت، در زمان خود، ثروتمندترین فرد در ایالات متحده بود. ثروت خانواده طی سال‌ها به تدریج کاهش یافت زیرا در بین تعداد زیادی از ورثه تقسیم شد.
اعضای خانواده وندربیلت در سده ۲۰ میلادی، مالک بیش از ۱۰ ویلای مجلل در خیابان پنجم منهتن در نیویورک، عمارت بیلتمور در کارولینای شمالی و کاخ بلنهایم در آکسفوردشایر انگلستان و ده‌ها ملک با ارزش دیگر بودند.

## برخی از اعضای خانواده وندربیلت

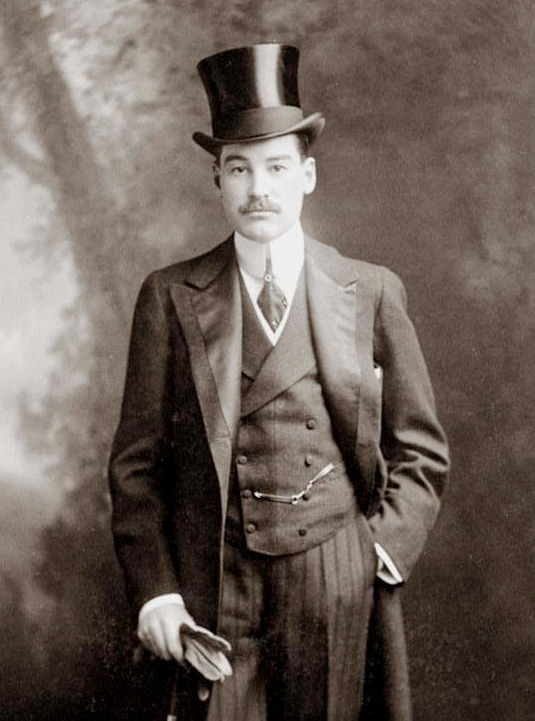
آلفرد وندربیلت کارآفرین، کارخانه‌دار، بانک‌دار و هتل‌دار
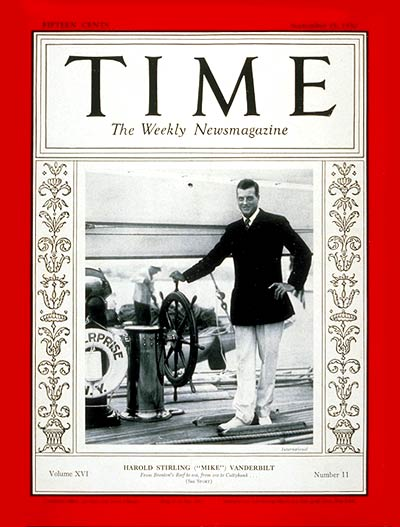
هارولد وندربیلت کارآفرین، قهرمان مسابقات جهانی یات‌سواری و ابداع‌کنندهٔ سبکی از بازی بریج
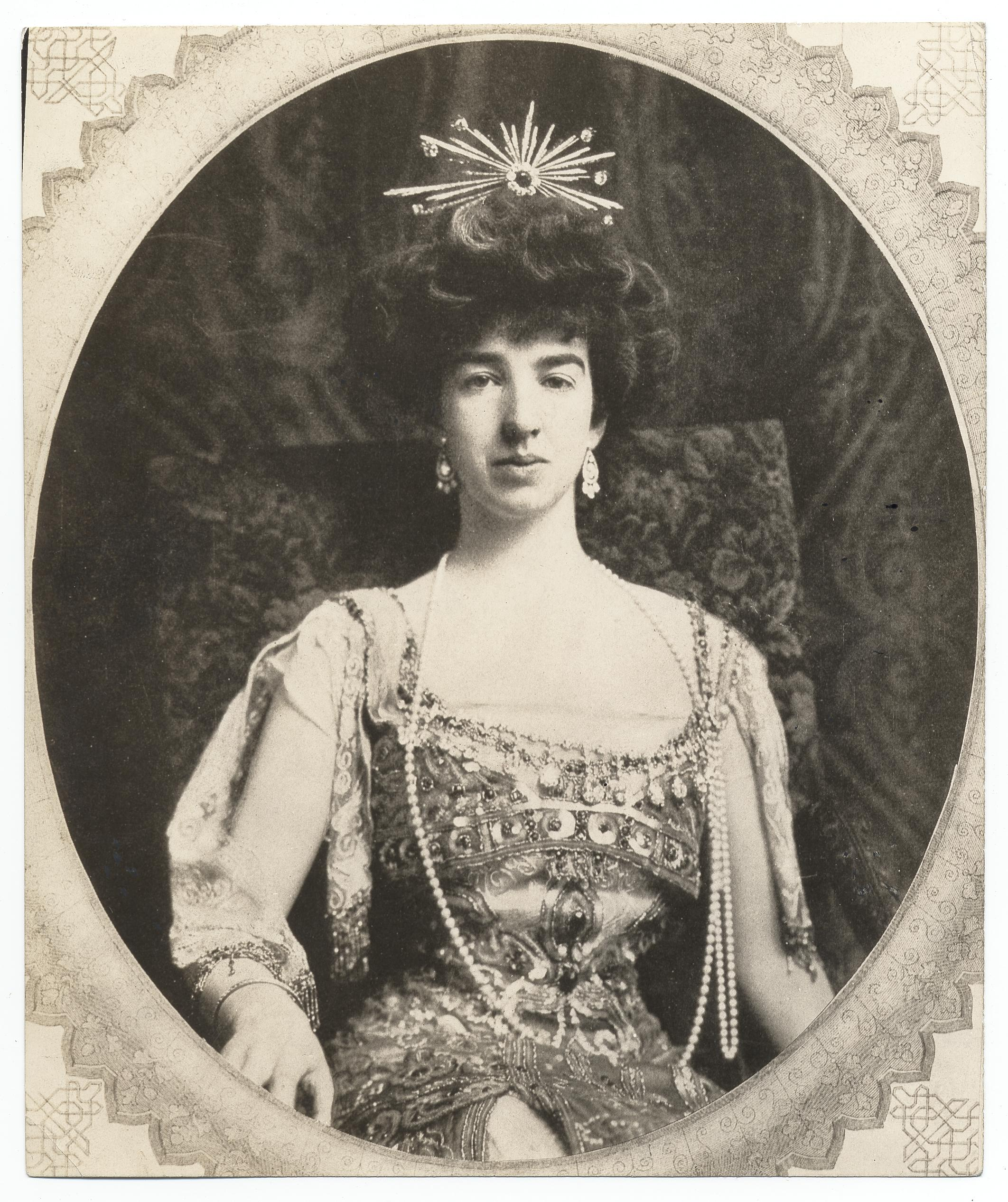
گرترود وندربیلت ویتنی تندیس‌گر، مجموعه‌دار و بنیان‌گذار موزه ویتنی
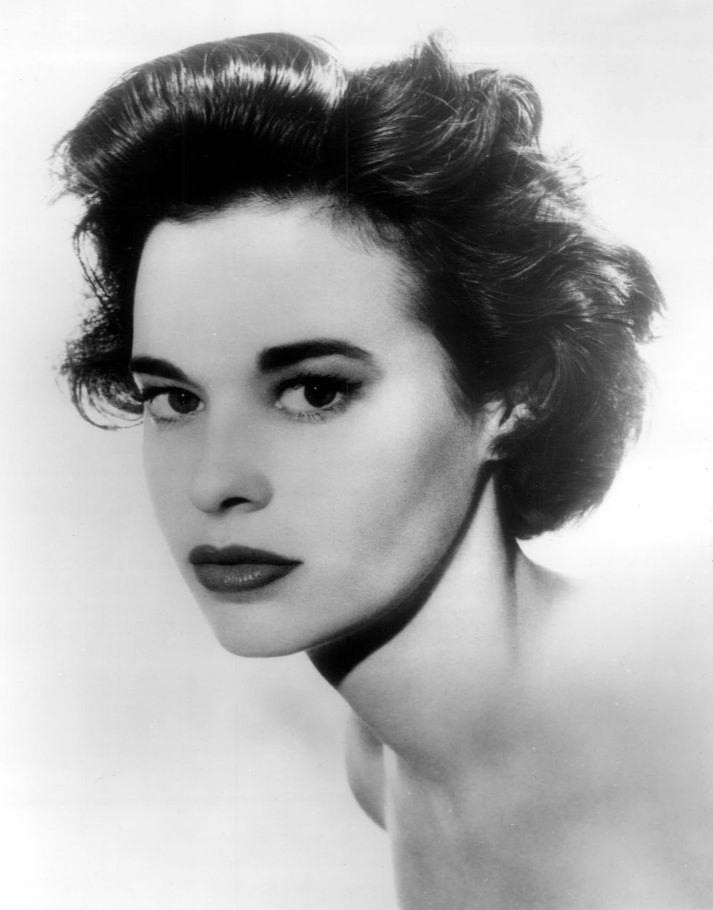
گلوریا وندربیلت هنرپیشه هالیوود، طراح مد و ابداع‌کنندهٔ شلوار جین
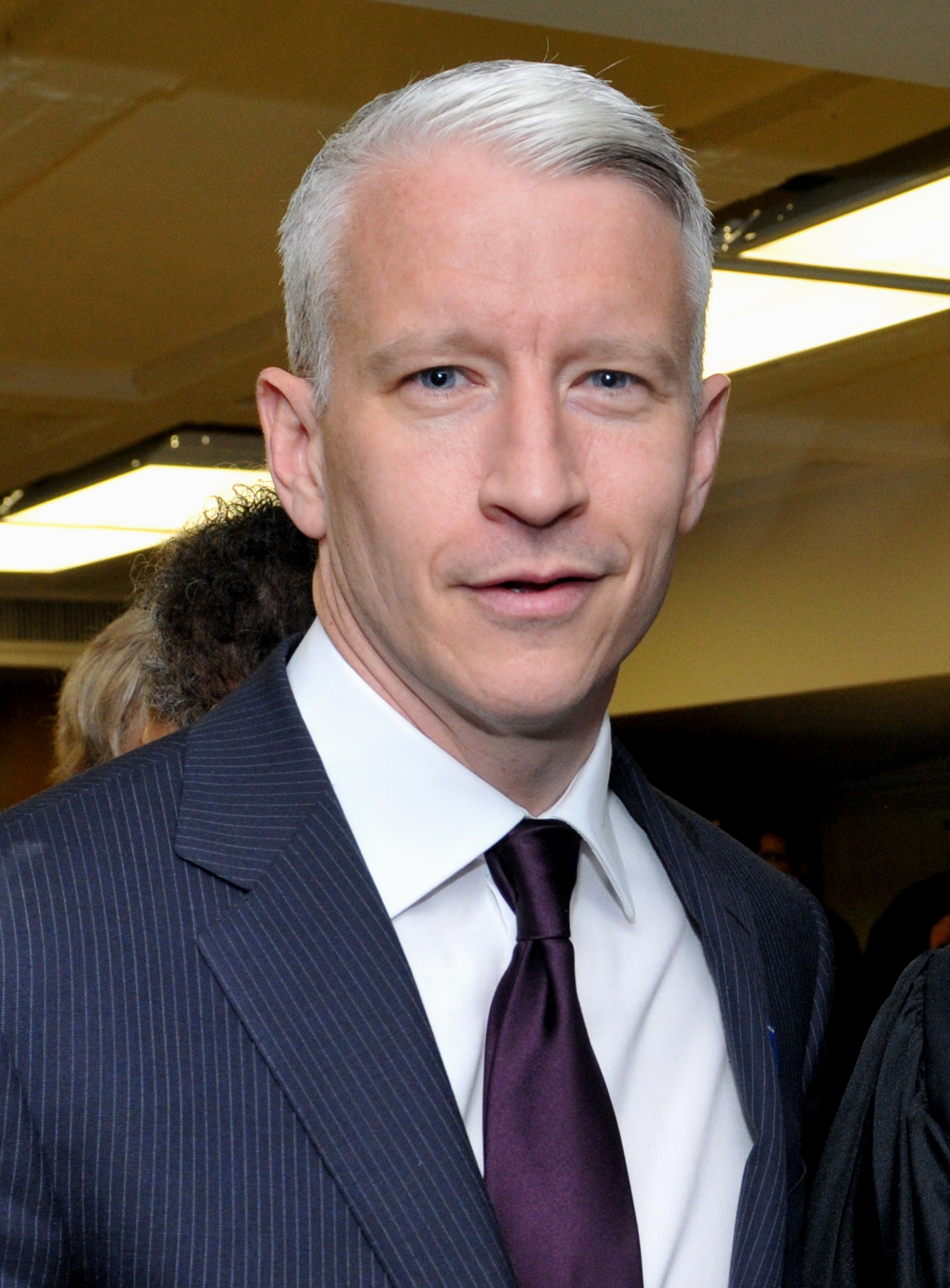
اندرسون کوپر
روزنامه‌نگار و شخصیت تلویزیونی آمریکایی